# CDSC Cruz Azul
Club Deportivo Social y Cultural Cruz Azul, mer känt som Cruz Azul är en mexikansk fotbollsklubb från huvudstaden Mexico City. Cruz Azul spelar i den mexikanska högstaligan, Primera División de México. Hemmaarena är Estadio Azul, till vilken klubben flyttade 1996 efter en rad säsonger på Estadio Azteca.

## Utländska spelare under säsongen 2011/2012
- Edixon Perea
- Christian Giménez
- Emanuel Villa
- Francinilson Meirelles
- Waldo Ponce